# Williams FW
Chronologie des modèles (1973-1974-1975-1976)
Iso-Marlboro FX3B Williams FW04
L'Iso-Marlboro IR est une monoplace de Formule 1 engagée par l'écurie britannique Frank Williams Racing Cars lors du championnat du monde de Formule 1 1973. Elle est chaussée de pneumatiques Firestone et propulsée par un moteur V8 Ford-Cosworth DFV.
En 1974, Frank Williams perd le soutien d'Iso Rivolta et de Marlboro, et rebaptise sa monoplace Iso-Marlboro FW. En 1975, elle est rebaptisée Williams FW. Trois châssis sont mis à disposition des pilotes et numérotés FW01, FW02, FW03, bien qu'il s'agisse de trois monoplaces identiques.
En 1976, un exemplaire de la Williams FW est confié à l'écurie britannique RAM Racing, lors du Grand Prix d'Italie, avec le Suisse Loris Kessel à son volant.

## Résultats en championnat du monde de Formule 1

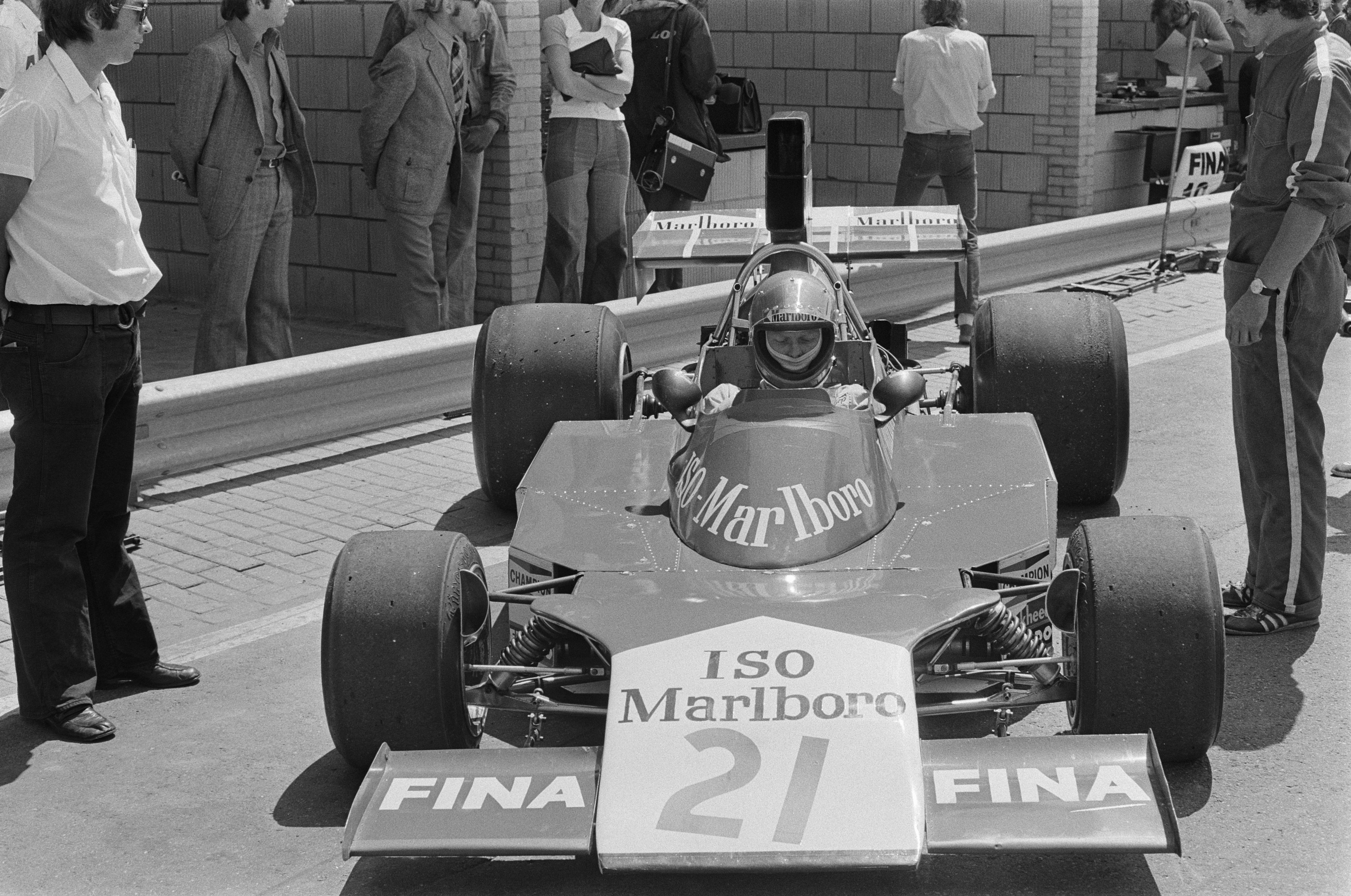
Gijs van Lennep à bord de l'Iso-Marlboro FW lors du Grand Prix des Pays-Bas 1974.

| Saison | Écurie                     | Moteur               | Pneus     | Pilotes               | Courses | Courses | Courses | Courses | Courses | Courses | Courses | Courses | Courses | Courses | Courses | Courses | Courses | Courses | Courses | Courses | Points inscrits | Classement |
| Saison | Écurie                     | Moteur               | Pneus     | Pilotes               | 1       | 2       | 3       | 4       | 5       | 6       | 7       | 8       | 9       | 10      | 11      | 12      | 13      | 14      | 15      | 16      | Points inscrits | Classement |
| ------ | -------------------------- | -------------------- | --------- | --------------------- | ------- | ------- | ------- | ------- | ------- | ------- | ------- | ------- | ------- | ------- | ------- | ------- | ------- | ------- | ------- | ------- | --------------- | ---------- |
| 1973   | Frank Williams Racing Cars | Ford-Cosworth DFV V8 | Firestone |                       | ARG     | BRE     | AFS     | ESP     | BEL     | MON     | SUE     | FRA     | GBR     | P-B     | ALL     | AUT     | ITA     | CAN     | USA     |         | 2               | 10e        |
| 1973   | Frank Williams Racing Cars | Ford-Cosworth DFV V8 | Firestone | Howden Ganley         |         |         |         | Abd.    | Abd.    | Abd.    | 11e     | 14e     | 9e      | 9e      | Np.     | Nc.     | Nc.     | 6e      | 12e     |         | 2               | 10e        |
| 1973   | Frank Williams Racing Cars | Ford-Cosworth DFV V8 | Firestone | Nanni Galli           |         |         |         | 11e     | Abd.    | Abd.    |         |         |         |         |         |         |         |         |         |         | 2               | 10e        |
| 1973   | Frank Williams Racing Cars | Ford-Cosworth DFV V8 | Firestone | Tom Belsø             |         |         |         |         |         |         | Np.     |         |         |         |         |         |         |         |         |         | 2               | 10e        |
| 1973   | Frank Williams Racing Cars | Ford-Cosworth DFV V8 | Firestone | Henri Pescarolo       |         |         |         |         |         |         |         | Abd.    |         |         | 10e     |         |         |         |         |         | 2               | 10e        |
| 1973   | Frank Williams Racing Cars | Ford-Cosworth DFV V8 | Firestone | Graham McRae          |         |         |         |         |         |         |         |         | Abd.    |         |         |         |         |         |         |         | 2               | 10e        |
| 1973   | Frank Williams Racing Cars | Ford-Cosworth DFV V8 | Firestone | Gijs van Lennep       |         |         |         |         |         |         |         |         |         | 6e      |         | 9e      | Abd.    |         |         |         | 2               | 10e        |
| 1973   | Frank Williams Racing Cars | Ford-Cosworth DFV V8 | Firestone | Tim Schenken          |         |         |         |         |         |         |         |         |         |         |         |         |         | 14e     |         |         | 2               | 10e        |
| 1973   | Frank Williams Racing Cars | Ford-Cosworth DFV V8 | Firestone | Jacky Ickx            |         |         |         |         |         |         |         |         |         |         |         |         |         |         | 7e      |         | 2               | 10e        |
| 1974   | Frank Williams Racing Cars | Ford-Cosworth DFV V8 | Firestone |                       | ARG     | BRE     | AFS     | ESP     | BEL     | MON     | SUE     | P-B     | FRA     | GBR     | ALL     | AUT     | ITA     | CAN     | USA     |         | 4               | 10e        |
| 1974   | Frank Williams Racing Cars | Ford-Cosworth DFV V8 | Firestone | Arturo Merzario       | Abd.    | Abd.    | 6e      | Abd.    | Abd.    | Abd.    |         | Abd.    | 9e      | Abd.    | Abd.    | Abd.    | 4e      | Abd.    | Abd.    |         | 4               | 10e        |
| 1974   | Frank Williams Racing Cars | Ford-Cosworth DFV V8 | Firestone | Richard Robarts       |         |         |         |         |         |         | Np.     |         |         |         |         |         |         |         |         |         | 4               | 10e        |
| 1974   | Frank Williams Racing Cars | Ford-Cosworth DFV V8 | Firestone | Tom Belsø             |         |         | Abd.    | Nq      |         |         | 8e      |         |         | Nq      |         |         |         |         |         |         | 4               | 10e        |
| 1974   | Frank Williams Racing Cars | Ford-Cosworth DFV V8 | Firestone | Gijs van Lennep       |         |         |         |         | 14e     |         |         | Nq      |         |         |         |         |         |         |         |         | 4               | 10e        |
| 1974   | Frank Williams Racing Cars | Ford-Cosworth DFV V8 | Firestone | Jean-Pierre Jabouille |         |         |         |         |         |         |         |         | Nq      |         |         |         |         |         |         |         | 4               | 10e        |
| 1974   | Frank Williams Racing Cars | Ford-Cosworth DFV V8 | Firestone | Jacques Laffite       |         |         |         |         |         |         |         |         |         |         | Abd.    | Nc.     | Abd.    | 15e     | Abd.    |         | 4               | 10e        |
| 1975   | Frank Williams Racing Cars | Ford-Cosworth DFV V8 | Goodyear  |                       | ARG     | BRE     | AFS     | ESP     | MON     | BEL     | SUE     | NED     | FRA     | GBR     | ALL     | AUT     | ITA     | USA     |         |         | 6*              | 9e         |
| 1975   | Frank Williams Racing Cars | Ford-Cosworth DFV V8 | Goodyear  | Jacques Laffite       | Abd.    | 11e     | Nc.     |         |         |         |         |         |         |         |         |         |         |         |         |         | 6*              | 9e         |
| 1975   | Frank Williams Racing Cars | Ford-Cosworth DFV V8 | Goodyear  | Arturo Merzario       | Nc.     | Abd.    | Abd.    |         | Nq      | Abd.    |         |         |         |         |         |         |         |         |         |         | 6*              | 9e         |
| 1975   | Frank Williams Racing Cars | Ford-Cosworth DFV V8 | Goodyear  | Tony Brise            |         |         |         | 7e      |         |         |         |         |         |         |         |         |         |         |         |         | 6*              | 9e         |
| 1975   | Frank Williams Racing Cars | Ford-Cosworth DFV V8 | Goodyear  | Damien Magee          |         |         |         |         |         |         | 14e     |         |         |         |         |         |         |         |         |         | 6*              | 9e         |
| 1975   | Frank Williams Racing Cars | Ford-Cosworth DFV V8 | Goodyear  | Ian Scheckter         |         |         |         |         |         |         |         | 12e     |         |         |         |         |         |         |         |         | 6*              | 9e         |
| 1975   | Frank Williams Racing Cars | Ford-Cosworth DFV V8 | Goodyear  | François Migault      |         |         |         |         |         |         |         |         | Np.     |         |         |         |         |         |         |         | 6*              | 9e         |
| 1975   | Frank Williams Racing Cars | Ford-Cosworth DFV V8 | Goodyear  | Ian Ashley            |         |         |         |         |         |         |         |         |         |         | Np.     |         |         |         |         |         | 6*              | 9e         |
| 1975   | Frank Williams Racing Cars | Ford-Cosworth DFV V8 | Goodyear  | Jo Vonlanthen         |         |         |         |         |         |         |         |         |         |         |         | Abd.    |         |         |         |         | 6*              | 9e         |
| 1975   | Frank Williams Racing Cars | Ford-Cosworth DFV V8 | Goodyear  | Renzo Zorzi           |         |         |         |         |         |         |         |         |         |         |         |         | 14e     |         |         |         | 6*              | 9e         |
| 1976   | RAM Racing                 | Ford-Cosworth DFV V8 | Goodyear  |                       | BRE     | AFS     | USO     | ESP     | BEL     | MON     | SUE     | FRA     | GBR     | ALL     | AUT     | P-B     | ITA     | CAN     | USE     | JAP     | -               | -          |
| 1976   | RAM Racing                 | Ford-Cosworth DFV V8 | Goodyear  | Loris Kessel          |         |         |         |         |         |         |         |         |         |         |         |         | Forf.   |         |         |         | -               | -          |

Légende : ici 
- * 6 points ont été marqués avec la Williams FW04 en 1975.